# 貢戈塔協議
51°46′22″N 112°15′02″E / 51.77278°N 112.25056°E
貢戈塔協議（俄语：Гонготское соглашение）是远东共和国與日本在1920年7月17日貢戈塔火車站簽署的停戰協議。
雖然遠東共和國表面上是獨立政權，但是實際上是由蘇維埃俄國控制的傀儡政權，等到日本退出干涉西伯利亞才併入蘇俄以及成為後來苏联的一部分，所以通常也可以視為蘇聯與日本之間的停戰協議。直到1925年，蘇聯與日本才簽署恢復雙邊外交的日蘇基本條約。

## 簡介
俄羅斯稱為《貢戈塔協議》，日本稱為《緩衝國建國備忘錄》。
遠東共和國以及日本雙方在1920年7月15日達成終止敵對的停戰協議而且派出代表在同年同月17日簽署協議。最後，日本军撤離，在赤塔以西建立無人防線，俄国白军無力防守而往東撤離，远东共和国人民革命军趁機奪取赤塔，同時遠東共和國從上烏金斯克遷都到赤塔。
| 職位       | 遠東共和國                                | 日本軍     |
| ---------- | ----------------------------------------- | ---------- |
| 代表團首長 | 總統 亞歷山大·米哈伊洛維奇·克拉斯諾曉科夫 | 由比光衛   |
| 軍隊指揮官 | 人民革命軍 亨利希·赫里斯托福羅維奇·埃赫   | 由比光衛   |
| 代表團成員 | 弗拉迪米爾·謝爾蓋耶維奇·沙托夫            | 高柳保太郎 |

## 戰爭局勢

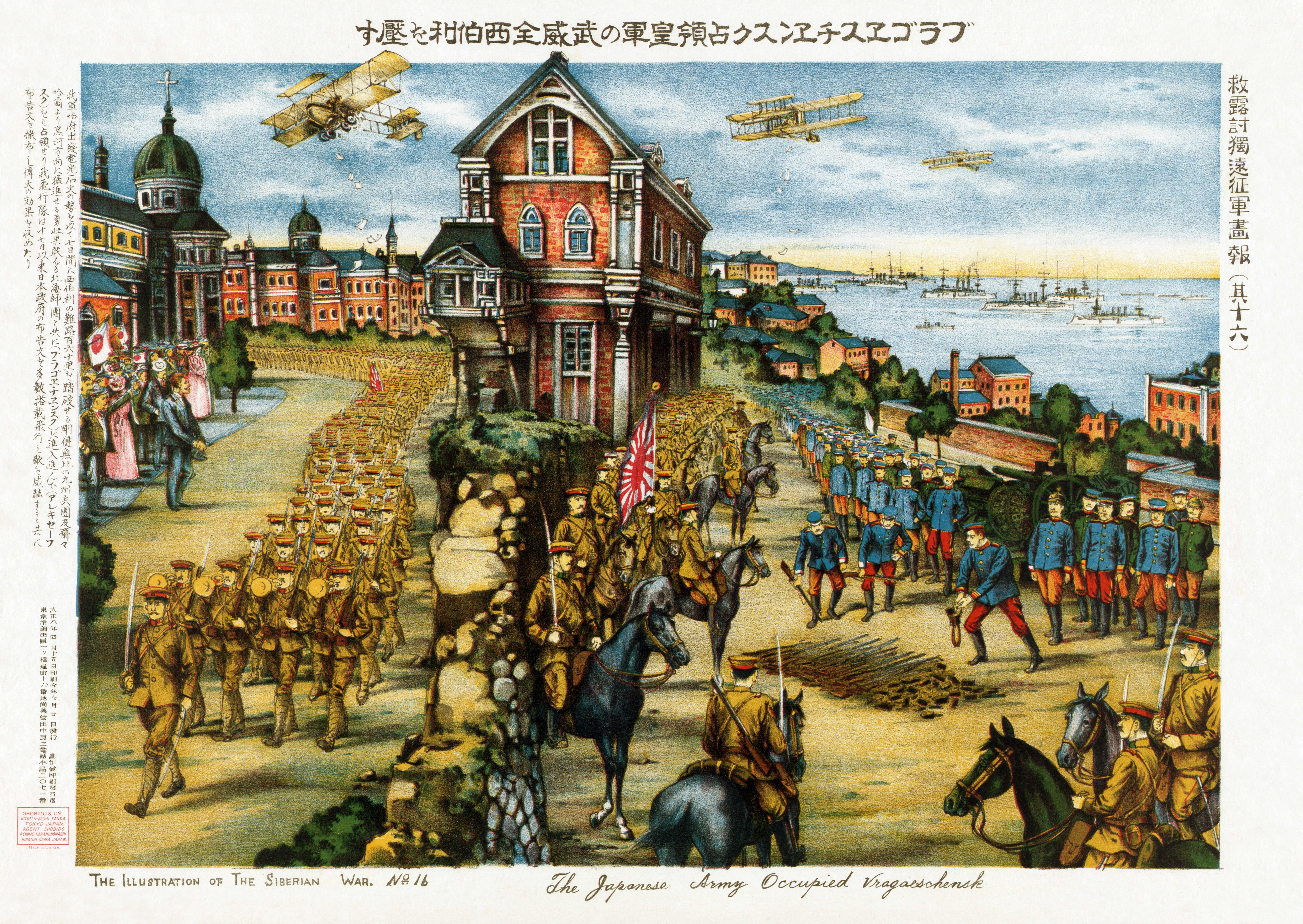
1919年，日本军佔領海兰泡。

1919年12月底，蘇俄的紅色遊擊隊運動開始在上烏金斯克南部展開，直到1920年1月底，遊擊隊控制色楞格河與楚庫河之間的區域。日本軍與白軍領導人謝苗諾夫只有一同駐軍控制上烏金斯克、恰克图與火車站。1920年1月25日，遊擊隊在比丘拉召開「西外貝加爾叛亂勞動人民」代表大會，選舉產生貝加爾地區蘇維埃中央執行委員會。同年2月，東西伯利亞蘇維埃軍在伊爾庫茨克成立的外貝加爾軍團到達贝加尔湖東岸，與第7外貝加爾師集結會師，聯合往東移動。白軍撤退到赤塔，西外貝加爾遊擊隊在2月18日佔領恰克圖。遊擊隊與紅軍一同集結會師準備把目標朝向上烏金斯克。
日本守軍在西外貝加爾地區保持中立，直到同年3月9日開始撤離赤塔。同年3月2日，有一部分的白軍部隊在謝苗諾夫的指揮下撤退到雅布洛諾夫山脈後方，同時紅軍的西部軍團佔領上烏金斯克。謝苗諾夫的軍隊被試圖想搶下斯列坚斯克的東外貝加爾遊擊隊所牽制，完全無力增援西外貝加爾的白軍守軍，即使白軍軍官謝爾蓋·尼古拉耶維奇·沃伊切霍夫斯基的軍隊從西部抵達後也需要休息與重整。此外，謝苗諾夫與捷克斯洛伐克军团以及美國軍隊的關係不佳，往東撤離時，上烏金斯克的捷克斯洛伐克軍團解除謝苗諾夫駐軍的武裝，最後經過日本的調解與要求，才歸還武器給謝苗諾夫軍隊。謝苗諾夫擔心捷克斯洛伐克與美國軍隊攻擊赤塔是為了建立類似伊爾庫次克政治中心的社会革命党政權。

## 遠東共和國
1920年3月28日，西外貝加爾工人代表大會在上烏金斯克召開，宣布在同年4月6日正式成立獨立國家「遠東共和國」。遠東共和國的其他地區沒有任何一位代表出席，東外貝加爾遊擊隊對於遠東共和國的成立感到不滿。東外貝加爾遊擊隊第二次前線代表大會在4月20到21日召開，拒絕討論所謂成立緩衝國的議案，宣布效忠蘇維埃政權。布尔什维克為了這個問題從莫斯科發电报盡全力說服遊擊隊「成立遠東共和國是莫斯科堅持的要求」而且完全不可協商。
遠東共和國為了統一外貝加爾與遠東地區，一定要消除由日本軍、謝苗諾夫與亞歷山大·高爾察克白軍殘部造成的「赤塔交通阻礙」。1920年1月16日，高爾察克發布最後一項法令「授權謝苗諾夫擁有俄羅斯東部郊區全境的軍事指揮權與最高行政權」，哥薩克首領在赤塔宣布成立由謝爾蓋·阿法納西耶維奇·塔斯金領導的俄羅斯東部郊區政府。遠東共和國並未隱藏武裝統一遠東地區的目標，在蘇俄的幫助之下，消滅謝苗諾夫成立的政權，然而莫斯科想避免與日本發生軍事衝突，遠東共和國試圖不去激怒日本，在建立人民革命軍的同時也為外貝加爾與遠東地區的「和平解放」做宣傳工作。最後，在赤塔行動，人民革命軍佔領外貝加爾地區並驅離白軍。

## 談判過程

### 首次談判
1920年5月14日，日本軍指揮官由比光衛宣布同意與遠東共和國談判。日本提議在赤塔以西建立一個中立區。同年5月24日，雙方在貢戈塔火車站進行談判，以「雙方的軍事衝突應視為可悲的誤解」作為談判前提。
遠東共和國要求日本的條件如下：
- 撤離遠東共和國
- 不再支持白軍領導人格里戈里·米哈伊洛维奇·谢苗诺夫
- 全面停戰

日本以朝鲜半岛與满洲的區域威脅為由拒絕撤軍，也要求遠東共和國承認白軍領導人謝苗諾夫的談判平等地位，以擊敗東外貝加爾遊擊隊為由限制協議內容。同年6月初，遠東共和國拒絕承認白軍俄羅斯東部郊區政府的談判平等地位，雙方談判中斷。

### 恢復談判
日本與遊擊隊在阿列烏爾進行談判。1920年7月2日，在石勒喀河右岸達成停火協議，日本在7月3日發表從外貝加爾撤軍的聲明。7月10日在石勒喀河左岸達成停火協議，而且同一天與遠東共和國在貢戈塔火車站進行談判。
同年7月16日，雙方談判達成協議時，對外宣稱遠東共和國向日本讓步並承諾下列主要事項：
- 緩衝國不會以共產主義作為社會制度的基礎
- 不允許蘇俄軍隊進駐遠東共和國
- 日本公民在當地的人身不可侵犯，以及尊重個人權利。
- 和平解決武裝衝突
- 雙方相互派遣軍方專員以因應未來發生的各種問題

同年7月17日，雙方正式簽署，東經113度30分的经线為界，貢戈塔火車站到索洪多火車站之間的中立區協議。7月25日，日本軍從外貝加爾地區開始撤離，直到10月15日撤軍完成，此時剩下白軍還在對抗遠東共和國與遊擊隊。

## 備註
1. ↑  日语：
2. ↑  位於今日布里亞特共和國的一個村莊
3. ↑  俄语：
4. ↑  俄语：
5. ↑  俄语：
6. ↑  俄语：
7. ↑  俄语：
8. ↑  俄语：
9. ↑  俄语：
10. ↑  俄语：
11. ↑  俄语：
12. ↑  俄语：